# Rue François-Millet
La rue François-Millet  est une voie du 16e arrondissement de Paris, en France.

## Situation et accès
La rue François-Millet est une voie publique située dans le 16e arrondissement de Paris. Elle débute au 20-22, avenue Théophile-Gautier et se termine au 29, rue Jean-de-La-Fontaine.

## Origine du nom

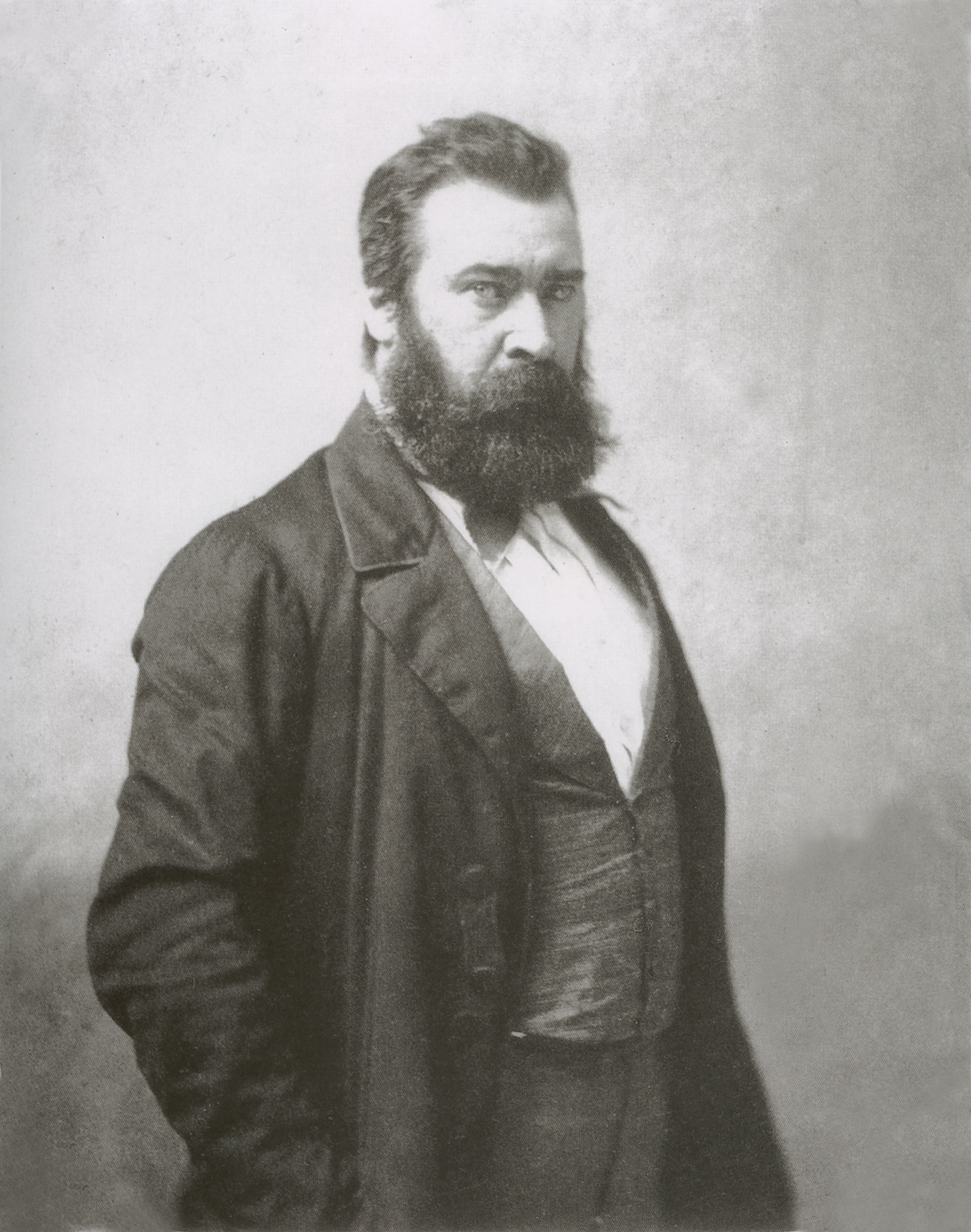
Jean-François Millet photographié par Nadar.

Elle est nommée en l'honneur du peintre, pastelliste, dessinateur et graveur français Jean-François Millet (1814-1875).

## Historique
La rue est primitivement nommée « rue François-Bonvin » par un arrêté préfectoral du 18 avril 1890, puis rebaptisée le 20 avril 1891 « rue François-Millet ». Elle intervertit donc son nom avec une voie du 15e arrondissement, appelée « rue François-Millet » de 1890 à 1891 et depuis « rue François-Bonvin ». Entre 1883 et 1890, l'actuelle rue Antoine-Roucher, également dans le 16e, a aussi porté le nom de François Millet,,.

## Bâtiments remarquables et lieux de mémoire
- Nos 2-4 : caserne de pompiers, réalisée par l'architecte Antonin Durand. Inaugurée en 1901, elle accueille de nos jours 50 pompiers compétents sur 900 ha, dont 425 ha du bois de Boulogne. Effectuant 7000 interventions par an, elle a notamment été mobilisée en 1978 lors des explosions de la rue Raynouard et en 2019 pendant l'incendie de la rue Erlanger[4].
- No 9 : crèche.
- No 11 : immeuble Trémois, dont la façade Art nouveau datée de 1909 est l'œuvre d'Hector Guimard[5].

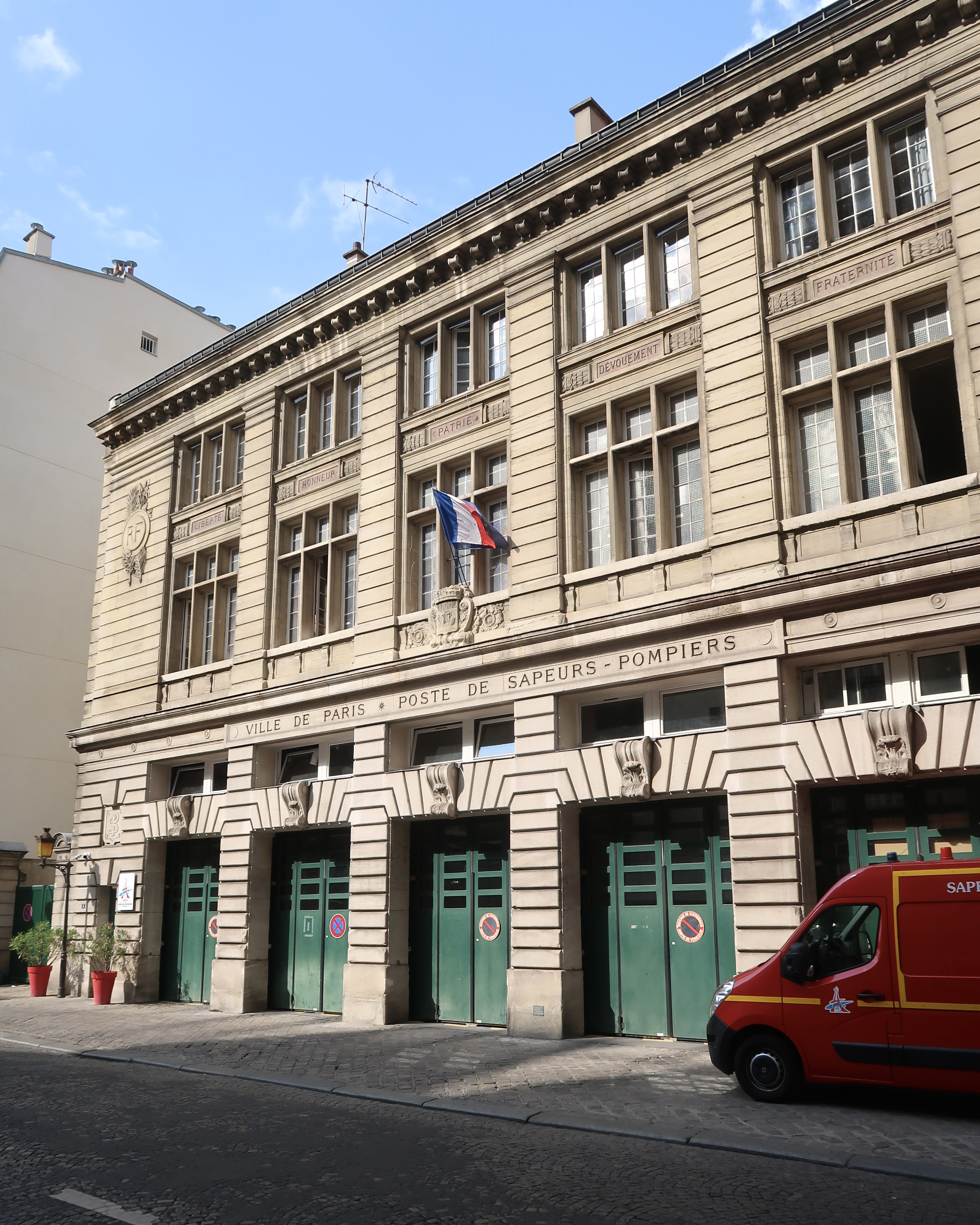
Nos 2-4.
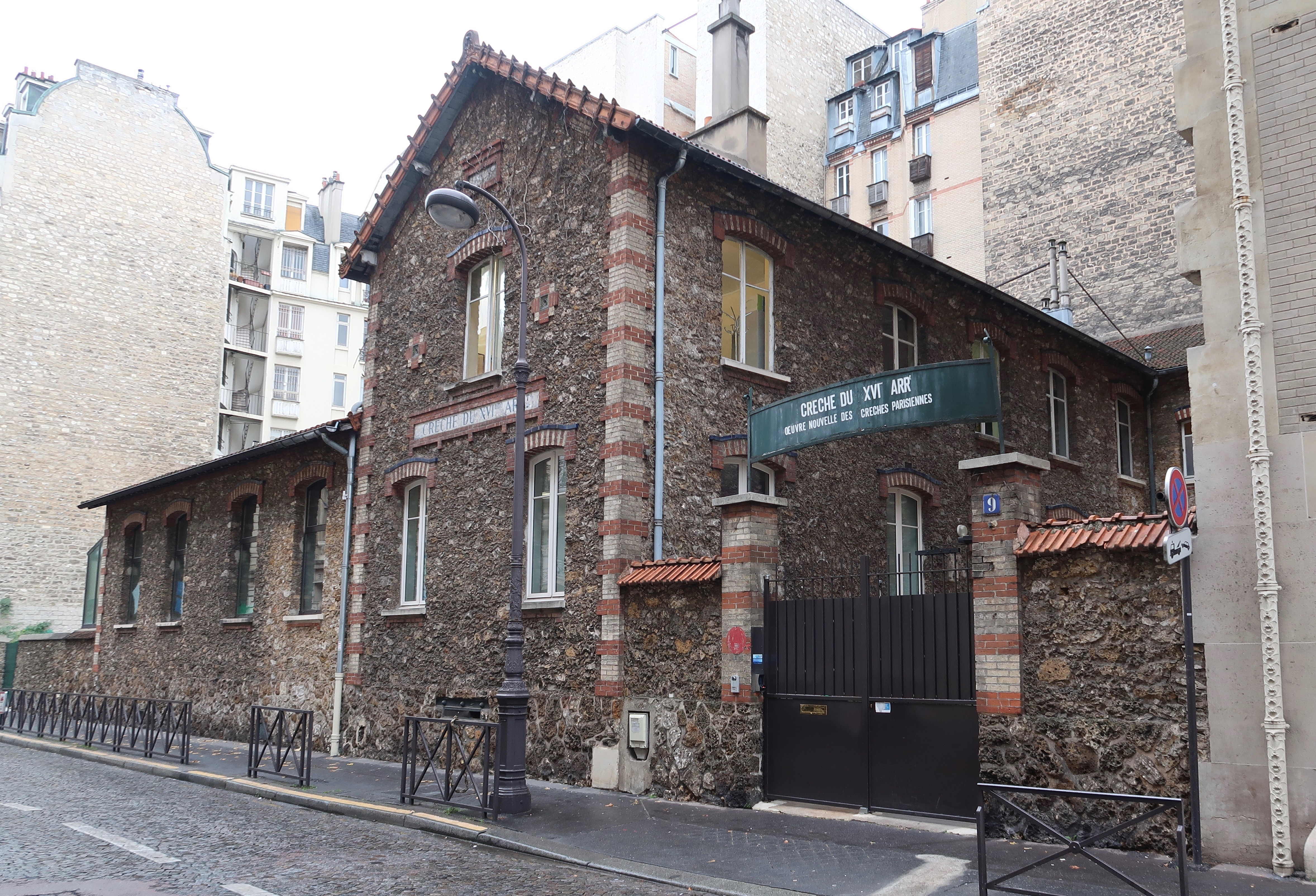
No 9.